# EuroInternational
A EuroInternational foi uma equipa de corridas propriedade de Antonio Ferrari que competiu nas CART Indy Car World Series, que contou muitas vezes com um número de pilotos pagantes europeus, entre 1989 e 1994. A melhor classificação da equipa numa corrida foi um 4º lugar, no he team's best finish was 4th place in the 1993 Grande Prémio de Detroit, por intermédio de Andrea Montermini. A equipa tentou qualificar os seus pilotos para as 500 Milhas de Indianápolis muitas vezes, mas só foi bem sucedida 3 vezes, com Davy Jones em 1989 e 1993, e com Mike Groff em 1992. A equipa mudou de nome para EuroInternational em 1997 e foi para a Indy Racing League, fazendo alinhar um carro em duas corridas, para o piloto Billy Roe, incluindo as 500 Milhas de Indianápolis. A Eurointernational esteve afastada das corridas durante muito tempo, antes de reaparecer na Fórmula Renault e na Fórmula BMW EUA. Houve rumores de que a equipa iria regressar ao Champ Car em 2006, mas a equipa nunca nunca chegou a regressar a este campeonato. Em 2007, a equipa anunciou que tinha adquirido os activos da Alan Sciuto Racing e estava preparada para competir no campeonato de 2008 das Champ Car Atlantic Series com o piloto italiano Edoardo Piscopo. Quando a época começou, a equipa fez alinhar dois carros, um com Daniel Morad e outro com Luis Schiavo, em vez de um só para Edoardo Piscopo.
Em 2008 a equipa participou na Superleague Fórmula, sendo a equipa responsável por fazer correr o SC Corinthians e o Atlético de Madrid, com os pilotos Antônio Pizzonia e Andy Soucek ao volante, respectivamente.

## Lista de pilotos
Os seguintes pilotos fizeram iniciaram pelo menos uma corrida no campeonato CART para a Euromotorsport:
- Jeff Andretti (1994)
- Scott Atchison (1989)
- Tony Bettenhausen, Jr. (1990)
- Steve Chassey (1992)
- Andrea Chiesa (1993)
- Guido Daccò (1989-1990, 1992)
- Christian Danner (1992-1993)
- Franck Fréon (1994)
- Jean-Pierre Frey (1989)
- Mike Groff (1990-1992)
- Roberto Guerrero (1991)
- Davy Jones (1989, 1993)
- David Kudrave (1993)
- Jovy Marcelo (1992)
- Andrea Montermini (1993)
- Nicola Marozzo (1991-1992)
- Tero Palmroth (1989, 1992)
- Vinicio Salmi (1992)
- Franco Scapini (1991)
- George Snider (1992)
- Jeff Wood (1991-1994)
- Alessandro Zampedri (1994)